# Ludwig Sievers

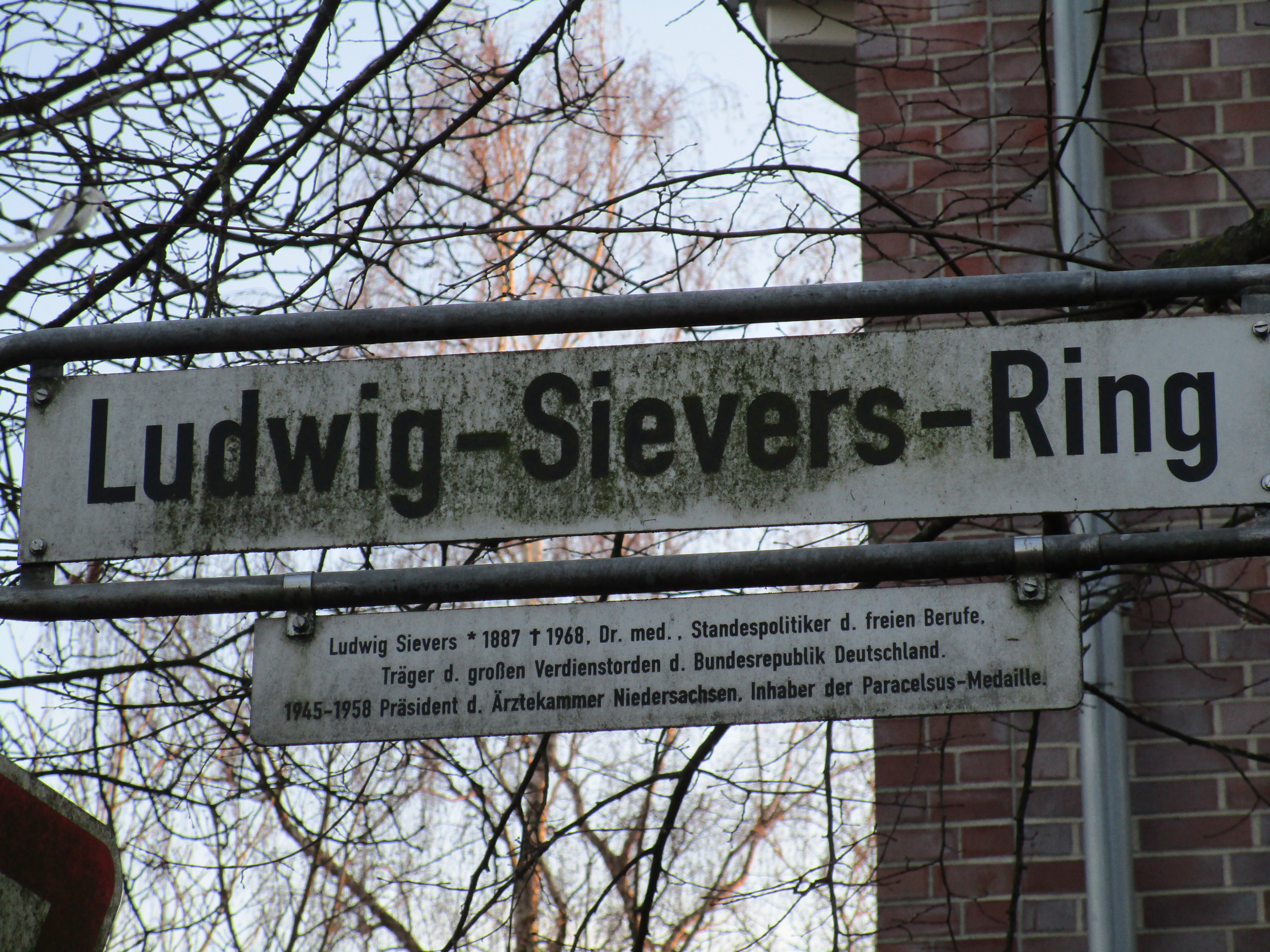
Ludwig-Sievers-Ring in Hannover

Ludwig Sievers (* 27. März 1887 in Lübeck; † 1. Juli 1968 in Hannover) war ein deutscher Mediziner, ärztlicher Standespolitiker und Freimaurer.

## Werdegang
Sievers wurde als Sohn des Pastors Ferdinand Sievers geboren. Er studierte zunächst Rechtswissenschaften, später Medizin in Jena, Erlangen, Breslau und Kiel. Seit 1907 war er Mitglied der Burschenschaft Arminia auf dem Burgkeller Jena. Von 1920 bis 1943 war er Geschäftsführer des Ärzteverbands Niedersachsen e.V. sowie der Ärztekammer für die Provinz Hannover. Dass er, ohne NSDAP-Mitglied zu sein, in seiner Stellung so lang verbleiben konnte, lag an seiner Bekanntschaft mit dem NS-Ärztefunktionär Heinrich Grote, die in die Zeit vor 1933 zurückreichte. Nach Differenzen mit Grote schied Sievers 1943 aus seinem Amt aus, zog in den Südharz und arbeitete als Arzt in einem Krankenhaus.
Nach der Besetzung Hannovers durch die britische Armee kehrte Sievers in die Stadt zurück und nahm Kontakt mit den für das Gesundheitswesen zuständigen Vertretern der Militärregierung auf. Bereits am 25. Mai 1945 wurde er von der Militärregierung mit der Reorganisation der Ärztekammer Niedersachsen und als Präsident mit ihrer Leitung beauftragt.
Die Ärztekammer habe die Aufgaben der Kassenärztlichen Vereinigung mit wahrzunehmen und sei als „Kammer der Heilberufe“ aufzubauen, der alle Ärzte sowie Zahnärzte und Dentisten angehören müssten und deren Berufsaufsicht die Heilpraktiker unterstellt werden. 1948 wurde Sievers zum ersten Vorsitzenden der Arbeitsgemeinschaft der Landesstellen der Kassenärztlichen Vereinigungen (später Kassenärztliche Bundesvereinigung) gewählt, eine Funktion, die er bis 1957 innehatte. Bis 1958 war er Präsident der Ärztekammer Niedersachsen, von 1958 bis 1962 deren Vizepräsident und 1962 deren Ehrenpräsident. Er hatte entscheidende Bedeutung für die Entwicklung des Kassenarztrechts in den 1950er Jahren.

## Freimaurer
In der Zeit des Nationalsozialismus wurde Sievers 1935 Mitglied der hannoverschen Freimaurerloge Scharnhorst zum deutschen Glauben, die ursprünglich von Logenbrüdern der Loge Zum Schwarzen Bär gegründet worden war. Nach dem Zweiten Weltkrieg trat Sievers in die Loge Friedrich zum weißen Pferde ein.

## Stiftung
Zu seinem 70. Geburtstag gründete Sievers die Stiftung zur Förderung der wissenschaftlichen Forschung über Wesen und Bedeutung der freien Berufe, die seit 1967 Ludwig Sievers Stiftung heißt. Sie fördert Schriften auf dem Gebiet der freien Berufe durch Druckkostenzuschüsse für junge Autoren und die Publikation einer eigenen Schriftenreihe, veranstaltet Symposien und vergibt den Ludwig-Sievers-Preis sowie die Ludwig-Sievers-Medaille.

## Ehrungen
- 1952: Bundesverdienstkreuz
- 1954: Paracelsus-Medaille
- die Burschenschaft Brunsviga Göttingen verlieh ihm ehrenhalber die Mitgliedschaft[7]
- postum: Straßenbenennung Ludwig-Sievers-Ring im hannoverschen Stadtteil Bothfeld[1]